# Camp d'été

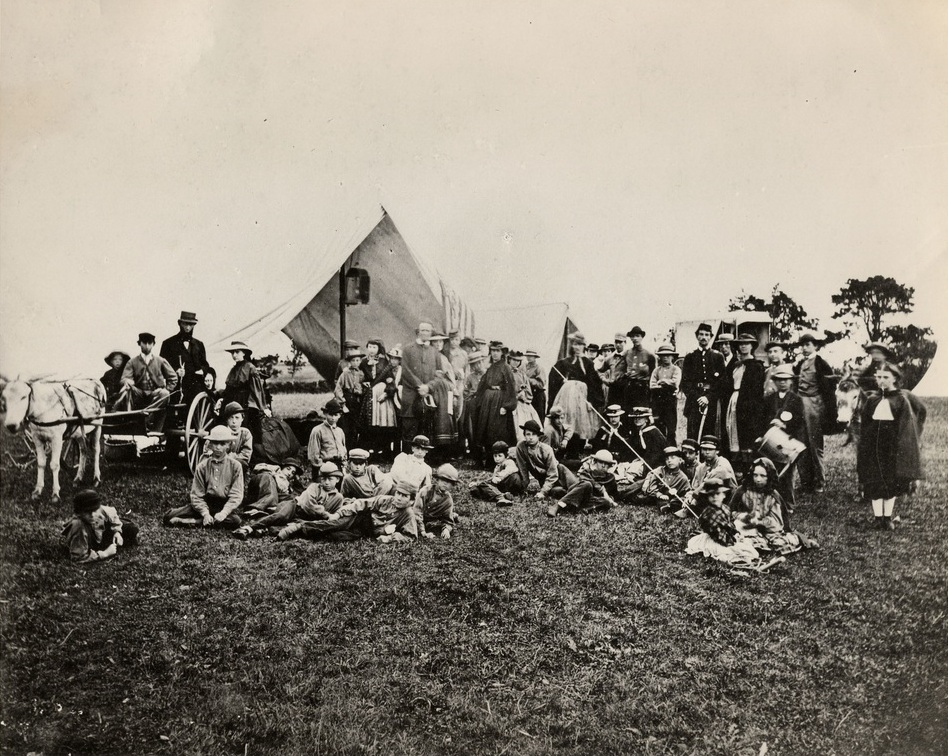
Le premier camp d'été aux États-Unis : le Gunnery Camp de The Frederick Gunn School en 1861.

Un camp d'été est un programme supervisé pour enfants mené pendant les mois d'été dans certains pays. Les enfants et adolescents qui fréquentent les camps d'été sont appelés campeurs.
L'objectif principal de nombreux camps est le développement éducatif, sportif ou culturel. Un environnement de camp d'été peut permettre aux enfants d'acquérir de nouvelles compétences dans un environnement sûr et stimulant.
La vision traditionnelle d'un camp d'été est un lieu boisé avec des randonnées, du canoë et des feux de camp. Elle est en train de changer, avec une plus grande acceptation des nouveaux types de camps d'été qui offrent une grande variété d'activités spécialisées.